# رأی سرگردان
به مجموعه آرایی که تا روز انتخابات قطعی نیست و بدون توجه به وابستگی حزبی به نامزدهای مختلف داده می‌شود اصطلاحاً آرای سرگردان گفته می‌شود.
رأی‌دهندگان مُرَدَّد رأی‌دهندگانی هستند که با نزدیک شدن انتخابات هنوز تصمیم قطعی در مورد نامزد مورد نظر خود نگرفته‌اند و پای‌بندی مشخصی به حزب یا کاندیدای مشخصی ندارند.
نامزدهای انتخابات که از رأی هواداران خود مطمئن‌اند معمولاً تلاش زیادی می‌کنند تا رأی مجموعهٔ مردد را به سمت خود سوق بدهند. رأی‌دهندگان مردد به این خاطر نقش مهمی در تعیین نتایج انتخابات‌ها بازی می‌کنند.
رأی‌دهندگان مردد به یک حزب خاص وفادار نیستند یا ممکن است بسته به شرایط، اصول حزبی خود را زیر پا گذاشته کاندیدای دیگری را انتخاب کند.
تونی بلر در انگلستان عمدتاً با استفاده از جذب رأی‌دهندگان مردد به قدرت رسید و توانست رأی‌دهندگان مردد را با کمک گروه‌های تمرکز به خود جذب کند.
در انتخابات آبان‌ماه ۸۷ (شمسی) ریاست‌جمهوری ایالات متحده، چهار روز مانده به برگزاری انتخابات و نزدیکتر شدن رقابت‌ها میان جان مک‌کین و باراک اوباما نظرسنجی‌ها نشان داد که از هر هفت رأی‌دهنده هنوز یک نفر تصمیم نگرفته بود به چه کسی رأی بدهد.